# Kråkenes
Kråkenes – wieś w zachodniej Norwegii, w okręgu Sogn og Fjordane, w gminie Vågsøy. Miejscowość leży na północnej części wyspy Vågsøy, nad brzegiem Morza Północnego z zachodniej strony wsi oraz nad jeziorem Kråkenesvatnet z drugiej, przy norweskiej drodze krajowej nr 600. Kråkenes znajduje się 11km na północny zachód od miejscowości Kvalheim i około 22 km na północny zachód od centrum administracyjnego gminy – Måløy. Dojazd do Måløy możliwy jest dzięki tunelowi Skoratunnelen.   
W Kråkenes znajduje się wybudowana w 1906 roku latarnia morska. Miejscowość jest wymieniona w źródłach historycznych pochodzących z XVI wieku. W 1653 roku miał miejsce pożar, który doszczętnie zniszczył wieś.

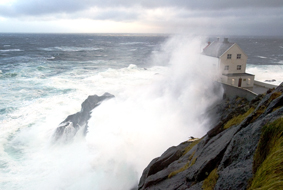
Latarnia morska w Kråkenes